# Sandi Patty
Sandra Faye "Sandi" Patty (Oklahoma City, 12 de julio de 1956) es una cantante estadounidense de música cristiana, conocida por su amplio rango vocal de soprano y su flexibilidad expresiva, lo que ha llevado a los críticos musicales a llamarla "La Voz". Posee una amplia discografía, de los cuales algunos álbumes y sencillos han entrado en importantes listas de Billboard como Billboard 200.

## Biografía

### Primeros años
Patty nació en Oklahoma City, Oklahoma, en una familia de músicos; su padre era ministro de música y su madre se desempeñaba como pianista de la iglesia. Actuó por primera vez a la edad de dos años cuando cantó «Jesus Loves Me» para su iglesia, Phoenix First Church of God (Anderson, Indiana) . Al crecer primero en Phoenix, luego en San Diego, ella y sus hermanos se unieron a sus padres en un grupo de actuación conocido como "The Ron Patty Family", y cantaron en iglesias de todo el país durante las vacaciones de verano. Después de graduarse de Crawford High School en San Diego, asistió a la Universidad Estatal de San Diego y la Universidad Anderson en Anderson, Indiana, donde estudió canto con la soprano Greta Dominic, pero se graduó con énfasis en dirección. Mientras estudiaba en la Universidad de Anderson, trabajó como músico de estudio para estudios de grabación del área, cantando coros y grabando jingles comerciales, incluido uno para la goma de mascar Juicy Fruit.

### Carrera de cantante
Patty grabó su primer álbum, For My Friends, un esfuerzo independiente, que aterrizó en manos de los ejecutivos de Singspiration! Records. En 1979, firmó con Singspiration! y lanzó su primer disco profesional, Sandi's Song. Según la sección de preguntas frecuentes de su sitio web, el nombre que figura en su certificado de nacimiento es Sandra Patty. Un error de imprenta en la etiqueta indicaba su nombre como Sandi Patti, y usó este apodo como su nombre artístico durante los siguientes quince años, antes de corregirlo a Sandi Patty.
La carrera de Patty se expandió después de que ganó sus dos primeros premios GMA Dove en 1982 y comenzó a cantar como respaldo para Bill Gaither y el Bill Gaither Trio. Ella encabezó su primera gira nacional en 1984 y alcanzó la aclamación nacional después de que su interpretación de "The Star-Spangled Banner" fuera incluida durante la transmisión de ABC de la re-dedicación de la Estatua de la Libertad el 6 de julio de 1986. Esta exposición llevó a múltiples apariciones en la televisión convencional, incluyendo The Tonight Show, Christmas in Washington, Walt Disney 's Four of July Extravaganza y la Pepsi 400 de 1998 ; el clip se utilizó con frecuencia en las firmas televisivas durante el resto de su existencia. Fue invitada a cantar el himno nacional en las 500 Millas de Indianápolis en 1987–88, 1990–92 y una vez más en 2013.
En 1990, el inspirador lanzamiento del sencillo de Patty, "I'll Give You Peace", escrito por Constant Change, también conocido como Dawn Thomas y Thomas Yarbrough, fue lanzado en uno de sus discos más populares, titulado "Another Time, Another Place"., que alcanzó el puesto número 2 en las listas de vallas publicitarias cristianas. En la cima de su carrera, los conciertos de Patty fueron tan concurridos que actuó en arenas y salas de conciertos con entradas agotadas en todo Estados Unidos. A fines de la década de 1980 y principios de la de 1990, promedió más de 200 conciertos al año y apoyó a un personal de más de 30 que manejó su carrera. Durante este período de tiempo, Patty se destacó, a menudo críticamente, como la cantante mejor pagada en la industria de la música cristiana con un promedio de más de $ 100,000 por aparición, en gran parte debido a giras masivas y apariciones públicas de alto perfil.

### Divorcio
En 1992, la noticia del divorcio de Patty del manager John Helvering conmocionó a la industria de la música gospel. Más tarde se reveló que la razón de la separación fue la infidelidad, que posteriormente paralizó su carrera a mediados de la década de 1990. Más tarde se informó que durante su matrimonio tuvo una relación extramatrimonial con su cantante de respaldo, Don Peslis, quien también estaba casado en ese momento. Patty se divorció de Helvering en 1993 y se casó con Peslis en agosto de 1995. Enfrentada a los rumores del romance apenas dos semanas después de su matrimonio con Peslis, Patty hizo una confesión completa a la congregación de su iglesia. Durante este tiempo, Patty recibió el apoyo de la figura nacional, Charles Schulz, el creador de la tira cómica Peanuts. Hizo referencia a ella en una tira cómica, y en una biografía espiritual reciente de Schulz se cita a Patty como conmovida por el gesto.

### 2010–actualidad
En el otoño de 2010, Patty lanzó The Edge of the Divine. El álbum incluyó ocho canciones nuevas, incluido un dueto con Heather Payne. También se publicó un libro del mismo nombre con el subtítulo "Donde la posibilidad se encuentra con la fidelidad de Dios".
En 2012 y 2013, Patty fue juez y mentora de Songbook Academy, un curso intensivo de verano para estudiantes de secundaria operado por Great American Songbook Foundation y fundado por Michael Feinstein.
En 2015, Patty anunció su retiro de las giras, citando la edad y el deseo de pasar tiempo con sus nietos.
En 2016, Patty lanzó Forever Grateful, un álbum de material nuevo y regrabado, y se embarcó en una gira de despedida con el mismo título entre febrero de 2016 y marzo de 2017. Actualmente es Artista Residente en Crossings Community Church en Oklahoma City, Oklahoma.
En 2020, Patty anunció que había dado positivo por coronavirus (COVID-19). Ella lanzó un video instando a sus fanáticos a tomarse la enfermedad en serio y practicar el distanciamiento social, el lavado de manos, etc., y agregó: "¡Estas no son noticias falsas!".

## Vida personal
En 2009, Patty y su familia se mudaron de Anderson, Indiana, a Oklahoma City, Oklahoma. Está casada con Don Peslis. Como familia mixta, tienen ocho hijos y ocho nietos.
Patty ha apoyado organizaciones benéficas como Charity Music Inc.

## Discografía
- 1978: Sandi Patty – For My Friends (Burlap Sound Inc., Anderson, Indiana)
- 1979: Sandi's Song
- 1981: Love Overflowing
- 1982: Lift Up the Lord
- 1983: More Than Wonderful
- 1983: Christmas: The Gift Goes On
- 1984: Songs from the Heart
- 1985: Hymns Just for You
- 1986: Morning Like This
- 1988: Make His Praise Glorious
- 1989: The Finest Moments
- 1989: Sandi Patti and The Friendship Company
- 1990: Another Time...Another Place
- 1991: The Friendship Company: Open for Business
- 1992: Hallmark Christmas: Celebrate Christmas!
- 1993: Le Voyage
- 1994: Find It On the Wings (released under Sandi Patty)
- 1996: O Holy Night! (Christmas)
- 1996: Hallmark Christmas: It's Christmas! Sandi Patty & Peabo Bryson
- 1996: An American Songbook (non-commercial release)
- 1997: Artist of My Soul

- 1998: Libertad Me Das (Spanish album)
- 1999: Together: Sandi Patty & Kathy Troccoli
- 2000: These Days
- 2001: All the Best...Live! (Released in conjunction with VHS Video)
- 2003: Take Hold of Christ
- 2004: Hymns of Faith...Songs of Inspiration
- 2005: Yuletide Joy (Christmas)
- 2007: Falling Forward
- 2008: Songs for The Journey
- 2008: A Mother's Prayer
- 2009: Simply Sandi
- 2009: Christmas Live (Christmas) (Released in conjunction with DVD Video)
- 2010: The Edge of the Divine
- 2011: Broadway Stories
- 2013: Everlasting (Target store exclusive)
- 2014: Christmas Blessings
- 2015: Sweet Dreams: Soothing Lullabies (Wal-Mart exclusive)
- 2016: Forever Grateful (Lifeway exclusive)
- 2017: Forever Grateful: Live From the Farewell Tour (Released in conjunction with DVD Video)

## Literatura
- 1993: Le Voyage
- 1994: Merry Christmas, With Love
- 1999: Sam's Rainbow
- 2000: I've Just Seen Jesus
- 2006: Broken on the Back Row
- 2006: Life in the Blender: Blending Families, Lives and Relationships with Grace (Women of Faith)
- 2006: A New Day: A Guided Journal
- 2007: Falling Forward... into His Arms of Grace
- 2008: Layers[21]
- 2010: The Edge of the Divine[22]
- 2018: "The Voice: Listening for God's Voice and Finding Your Own"

## Premios y nominaciones

### Premios Grammy
| Año  | Categoría                                     | Trabajo Nominado                             | Resultado |
| ---- | --------------------------------------------- | -------------------------------------------- | --------- |
| 1984 | Mejor interpretación gospel de un dúo o grupo | "More Than Wonderful" (con Larnelle Harris)  | Ganador   |
| 1984 | Mejor interpretación gospel femenina          | The Gift Goes On (álbum)                     | Nominado  |
| 1985 | Mejor interpretación gospel femenina          | Songs from the Heart                         | Nominado  |
| 1986 | Mejor interpretación gospel de un dúo o grupo | "I've Just Seen Jesus" (con Larnelle Harris) | Ganador   |
| 1986 | Mejor interpretación gospel femenina          | Hymns Just For You (álbum)                   | Nominado  |
| 1987 | Mejor interpretación gospel de un dúo o grupo | "They Say" (con Deniece Williams)            | Ganador   |
| 1987 | Mejor interpretación gospel femenina          | Morning Like This (álbum)                    | Ganador   |
| 1989 | Mejor interpretación gospel femenina          | "Almighty God"                               | Nominado  |
| 1990 | Mejor interpretación gospel femenina          | "Forever Friends"                            | Nominado  |
| 1991 | Mejor álbum de Góspel                         | Another Time... Another Place                | Ganador   |
| 1994 | Mejor álbum de Góspel                         | Le Voyage                                    | Nominado  |
| 1996 | Mejor álbum de Góspel                         | Find It On the Wings                         | Nominado  |

### Premios GMA Dove
- 1982-1992: Vocalista femenina del año (11 años consecutivos)
- 1982, 1984, 1985, 1987, 1988: Artista del año
- Incluido en el Salón de la Fama de la Asociación de Música Gospel en 2004

| Año  | Categoría                 | Trabajo nominado                                                             |          |
| ---- | ------------------------- | ---------------------------------------------------------------------------- | -------- |
| 1983 | Álbum inspirador          | Lift Up the Lord                                                             | Ganador  |
| 1984 | Álbum inspirador          | More Than Wonderful                                                          | Ganador  |
| 1985 | Álbum inspirador          | Songs from the Heart                                                         | Ganador  |
| 1987 | Álbum inspirador          | Morning Like This                                                            | Ganador  |
| 1988 | Canción del año           | "In the Name of the Lord"                                                    | Ganador  |
| 1989 | Álbum inspirador          | Make His Praise Glorious                                                     | Ganador  |
| 1989 | Canción de inspiración    | "In Heaven’s Eyes"                                                           | Ganador  |
| 1989 | Álbum infantil            | The Friendship Company                                                       | Ganador  |
| 1989 | Álbum instrumental        | A Symphony of Praise                                                         | Ganador  |
| 1989 | Choral Collection         | Sandi Patty Choral Praise                                                    | Ganador  |
| 1991 | Álbum inspirador          | Another Time, Another Place                                                  | Ganador  |
| 1991 | Pop/Contemporary Song     | "Another Time, Another Place"                                                | Ganador  |
| 1992 | Short-Form Music Video    | "Another Time, Another Place"                                                | Ganador  |
| 1992 | Álbum infantil            | Open for Business (The Friendship Company)                                   | Ganador  |
| 1992 | Canción de inspiración    | "For All the World"                                                          | Ganador  |
| 1994 | Short-Form Music Video    | "Hand on My Shoulder"                                                        | Ganador  |
| 1995 | Vocalista femenina        | Vocalista femenina del año                                                   | Nominada |
| 1995 | Álbum inspirador          | Find It on the Wings                                                         | Ganador  |
| 1996 | Special Event Album       | My Utmost for His Highest (various artists)                                  | Ganador  |
| 1998 | Special Event Album       | God with Us – A Celebration of Christmas Carols & Classics (various artists) | Ganador  |
| 1998 | Álbum inspirador          | Artist of My Soul                                                            | Ganador  |
| 1999 | Long-Form Music Video     | My Utmost for His Highest (various artists)                                  | Ganador  |
| 1999 | Álbum en lenguaje español | Libertad de Mas (tie)                                                        | Ganador  |
| 2002 | Long-Form Music Video     | All The Best...Live!                                                         | Nominada |
| 2004 | Álbum inspirador          | Take Hold of Christ                                                          | Nominada |
| 2005 | Álbum inspirador          | Hymns of Faith...Songs of Inspiration                                        | Nominada |
| 2008 | Vocalista femenina        | Vocalista femenina del año                                                   | Nominada |
| 2008 | Álbum inspirador          | Falling Forward                                                              | Nominada |
| 2009 | Álbum inspirador          | Songs for the Journey                                                        | Nominada |
| 2011 | Álbum inspirador          | The Edge of the Divine                                                       | Ganador  |
| 2014 | Álbum inspirador          | Everlasting                                                                  | Nominada |
| 2016 | Álbum infantil            | Sweet Dreams                                                                 | Nominada |